# Niambia longicauda
Niambia longicauda är en kräftdjursart som beskrevs av Barnard1924. Niambia longicauda ingår i släktet Niambia och familjen myrbogråsuggor. Inga underarter finns listade i Catalogue of Life.